# Papowo Biskupie
Papowo Biskupie lengyelországi község a Kujávia-pomerániai vajdaságban. A falu a középkorban jött létre.

## Éghajlat
A falu évi csapadékmennyisége 550 milliméter.

### Átlaghőmérsékletek
- Január -1 °C
- Április 8 °C
- Július 17 °C
- Október 9 °C

1. ↑  https://bdl.stat.gov.pl/api/v1/data/localities/by-unit/040410704052-0848121?var-id=1639616&format=jsonapi. (Hozzáférés: 2022. október 3.)